# Talara

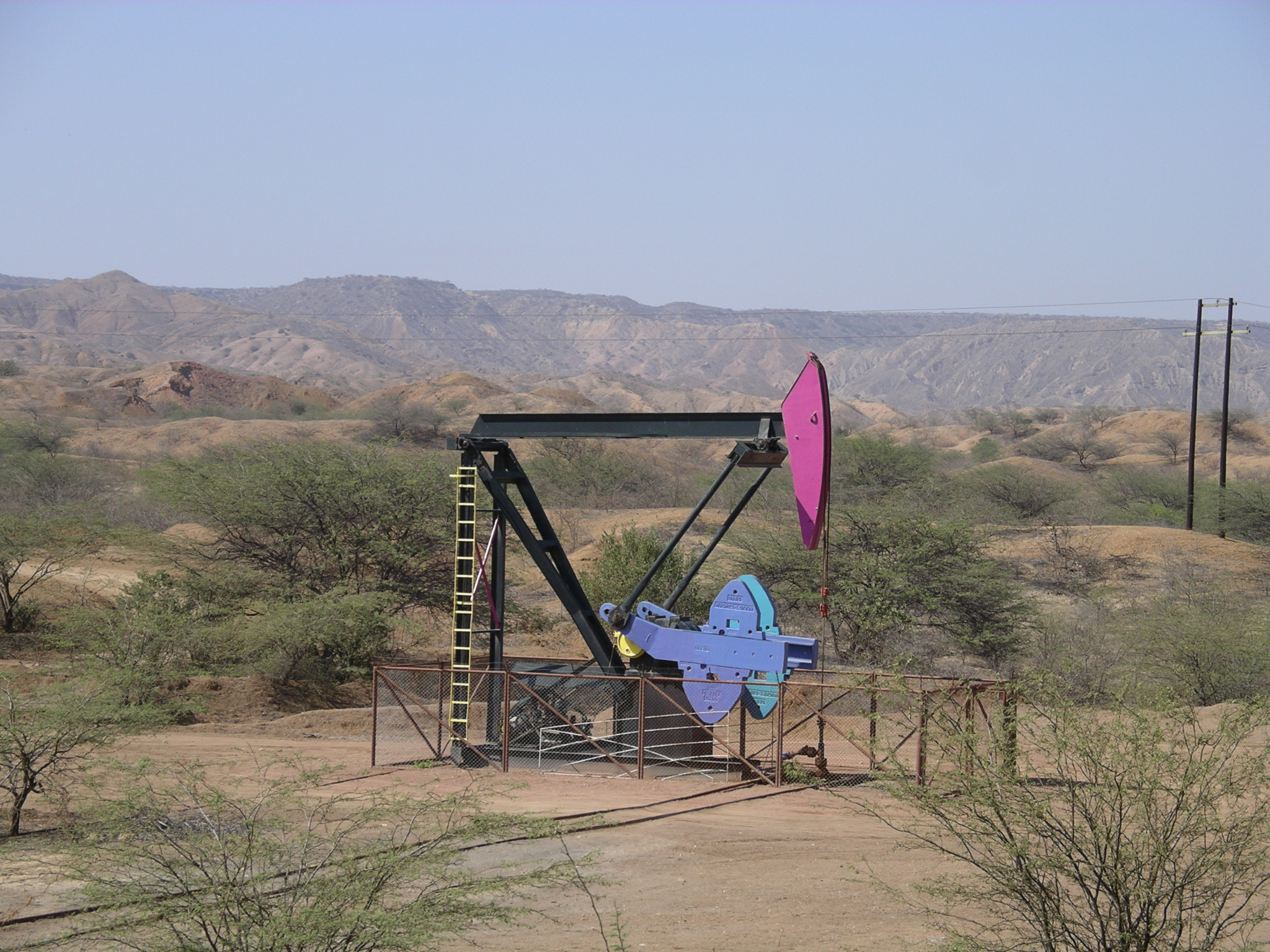
Un chevalet de pompage à pétrole, Talara

Talara est une ville du Pérou, chef-lieu de la province de Talara. Ce port sur l'océan Pacifique est la ville située la plus à l'ouest de l'Amérique du Sud continentale.
La ville est desservie par l'aéroport Víctor Montes Arias.
Talara et ses villes alentour (Piura, Amotape) servent de décor pour la nouvelle policière intitulée Qui a tué Palomino Molero ? écrite par Mario Vargas Llosa.

## Personnalités
- Luz María Bedoya (1969-), artiste plasticienne